# Малорогозянський заказник
Малорогозя́нський заказник — ентомологічний заказник місцевого значення в Україні. Об'єкт природно-заповідного фонду Харківської області. 
Розташований на території Золочівського району Харківської області, біля села Мала Рогозянка. 
Площа — 14,1004 га. Статус присвоєно згідно з рішенням Харківської обласної ради від 06.12.2018 року № 886-VII. Перебуває у віданні: Золочівська селищна рада. 
Статус присвоєно для збереження фрагменту типових лук з рідкісними видами комах та понад 200 видів рідкісних рослин, занесених до Європейського Червоного списку, Червоної книги України та Червоного списку Харківської області.